# Вулиця Гуго Коллонтая (Тернопіль)
Вулиця Гуго Коллонтая — вулиця в мікрорайоні «Оболоня» міста Тернополя. Названа на честь польського релігійного діяча, політика, просвітника Гуго Коллонтая.

## Відомості
Розпочинається від вулиці Князя Острозького, пролягає на південь паралельно до вулиці Перля та прилучається до неї. До вулиці приписано лише два житлових багатоквартирних будинки під № 2 та під № 6.

## Сквери
Від вулиці Князя Острозького до вулиці Перля простягається сквер «Калиновий бескид».

## Установи
- ДП «Газпостач» (Гуго Коллонтая, 2)